# وورث آم ماین
شهر وورث آم ماین (به آلمانی: Wörth am Main) در ایالت بایرن در کشور آلمان واقع شده‌است.